# Ahmed Tidiane Sylla
Pour les articles homonymes, voir Sylla (homonymie).
Ahmed Tidiane Sylla, né en 1980 à Beyla en république de Guinée, est un économiste, journaliste, communicant et homme politique guinéen.
Le 22 janvier 2022, il est nommé conseiller au sein du Conseil national de la transition (CNT) de la République de Guinée en tant que représentant des partis politiques notamment de l'UFR.